# Rodrigo Batata
Rodrigo Batata (ur. 10 września 1977) – brazylijski piłkarz występujący na pozycji pomocnika.

## Kariera klubowa
Od 1994 do 2005 roku występował w klubach Paraná Clube, Yokohama Flügels, Paris Saint-Germain, Portimonense SC, Malutrom, Paulista, Coritiba i Puebla.